# Vic-sur-Seille
 Vic-sur-Seille  es una población y comuna francesa, en la región de Lorena, departamento de Mosela, en el distrito de Château-Salins y cantón de Vic-sur-Seille.

## Demografía
| 1213 | 1431 | 1454 | 1397 | 1397 | 1469 |
| Para los censos de 1962 a 1999 la población legal corresponde a la población sin duplicidades (Fuente: INSEE [Consultar]) |      |      |      |      |      |